# Kleinkastell Maisel
Das Kleinkastell Maisel (in der älteren Literatur zuweilen auch als Wachturm Wp 3/39 gezählt) ist ein obertägig nicht mehr wahrnehmbares römisches Militärlager an der westlichen Taunusstrecke (Strecke 3) des Obergermanischen Limes, der im Jahre 2005 den Status des UNESCO-Weltkulturerbes erlangte. Das Bodendenkmal befindet sich nordwestlich von Glashütten, einer Gemeinde im hessischen Hochtaunuskreis.

## Lage und Forschungsgeschichte
Im heutigen Siedlungsbild liegt das ehemalige Kastell als Bodendenkmal zwischen Glashütten und Kröftel, einem Stadtteil von Idstein im Rheingau-Taunus-Kreis. Es befindet sich in einem Waldstück unmittelbar westlich des Kröfteler Weges, der die beiden Orte miteinander verbindet. Topographisch liegt es in 455 Höhenmetern auf einem sich nach Norden erstreckenden Höhenzug. Da genau an dieser Stelle ein Wachturm zu erwarten gewesen wäre, wurde das Kleinkastell zunächst als Wp 3/39 gezählt. Der Weg zwischen Glashütten und Kröftel wurde als möglicherweise vorrömisch angesprochen, was aber nicht gesichert ist.
Das kleine Kastell wurde schon von Carl Rossel (1815–1872) und Karl August von Cohausen (1812–1894) dokumentiert und schließlich 1892 von der Reichs-Limeskommission unter der Leitung des Streckenkommissars Louis Jacobi (1836–1910) eingehender untersucht und beschrieben.
Eine örtliche Informationstafel gibt die Auskunft, dass ursprünglich die Reste des Kleinkastells als Wolfsfanggrube interpretiert wurden, bevor hier Erkundungen stattfanden, was unter anderem im Zusammenhang mit einem möglichen Brunnen steht. Daher leitet sich auch der Name Wolfsgarten ab.

## Befunde

KK Maisel = Wp 3/39

Die Aufmessungen der Kommission zeigten ein quadratisches Kastell von außen 29,60 Meter und innen 23,20 Meter Länge. Cohausen hatte demgegenüber mit den von ihm gemessenen Seitenlängen 24,20 Meter, 27,70 Meter, 24,70 Meter und 24,50 Meter die Form eines unregelmäßigen, wohl ursprünglich ein Quadrat anstrebenden Vierecks ermittelt, dessen Nordecke aus dem theoretischen Quadrat um etwa zwei Meter heraussprang. Die Wehrmauer war als Trockenmauerwerk ausgeführt, ihre Mächtigkeit lag zwischen 2,90 und 3,15 Metern. Sie war als Füll- oder Schalenmauerwerk konstruiert, dessen Außenseiten aus behauenen, 15 × 30 Zentimeter großen Grauwackesteinen sorgfältig gearbeitet waren. Der Bereich zwischen den Schalen war mit kleinen Steinen und Schotter aufgefüllt. Vor der Mauer befand sich eine 0,80 bis 0,90 Meter breite, mit Letten und Geröll verfestigte Berme. An die Berme schloss sich ein 3,70 Meter breiter und 1,20 Meter tiefer Spitzgraben an. An der Nordseite des Kastells befand sich das einzige Tor der Anlage. Es lag nicht mittig, sondern war um etwa zwei Meter nach Westen verschoben. Vor dem Tor setzte der Graben aus, die Durchfahrtsbreite betrug ungefähr 3,30 Meter.
Im Kastellinneren konnten die Spuren von Kochstellen und die Reste einer Heizung nachgewiesen werden. Zum Bau der Heizung waren gestempelte Ziegel der Legio XXII Primigenia und der Cohors IIII Vindelicorum (4. Kohorte der Vindeliker, Ziegelei am Kastell Großkrotzenburg) verwendet worden. Daneben fanden sich ein Denarius aus der Regierungszeit des Kaisers Vespasian (69–79) sowie Bronzemünzen der Kaiser Trajan (98–117) und Gordian III. (238–244). Ferner wurden zum Zentrum hin Spuren gefunden, die auf einen möglichen Brunnen hinweisen, sowie in der Südwestecke des Lagers eine rundliche Vertiefung.

## Galerie

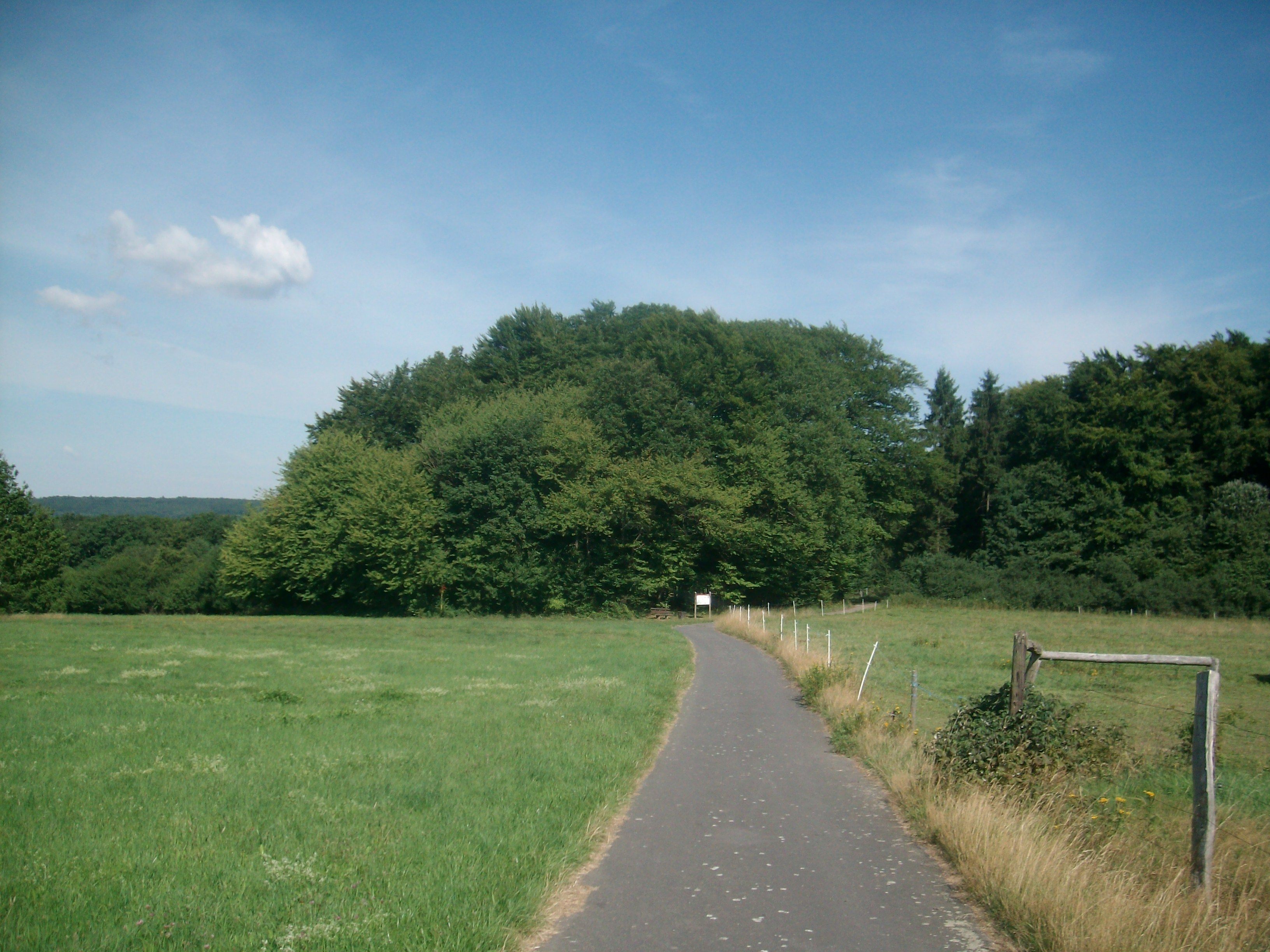
Blick von Glashütten auf das Waldstück mit dem Kleinkastell Maisel. Zu sehen ist auch der Weg nach Kröftel.
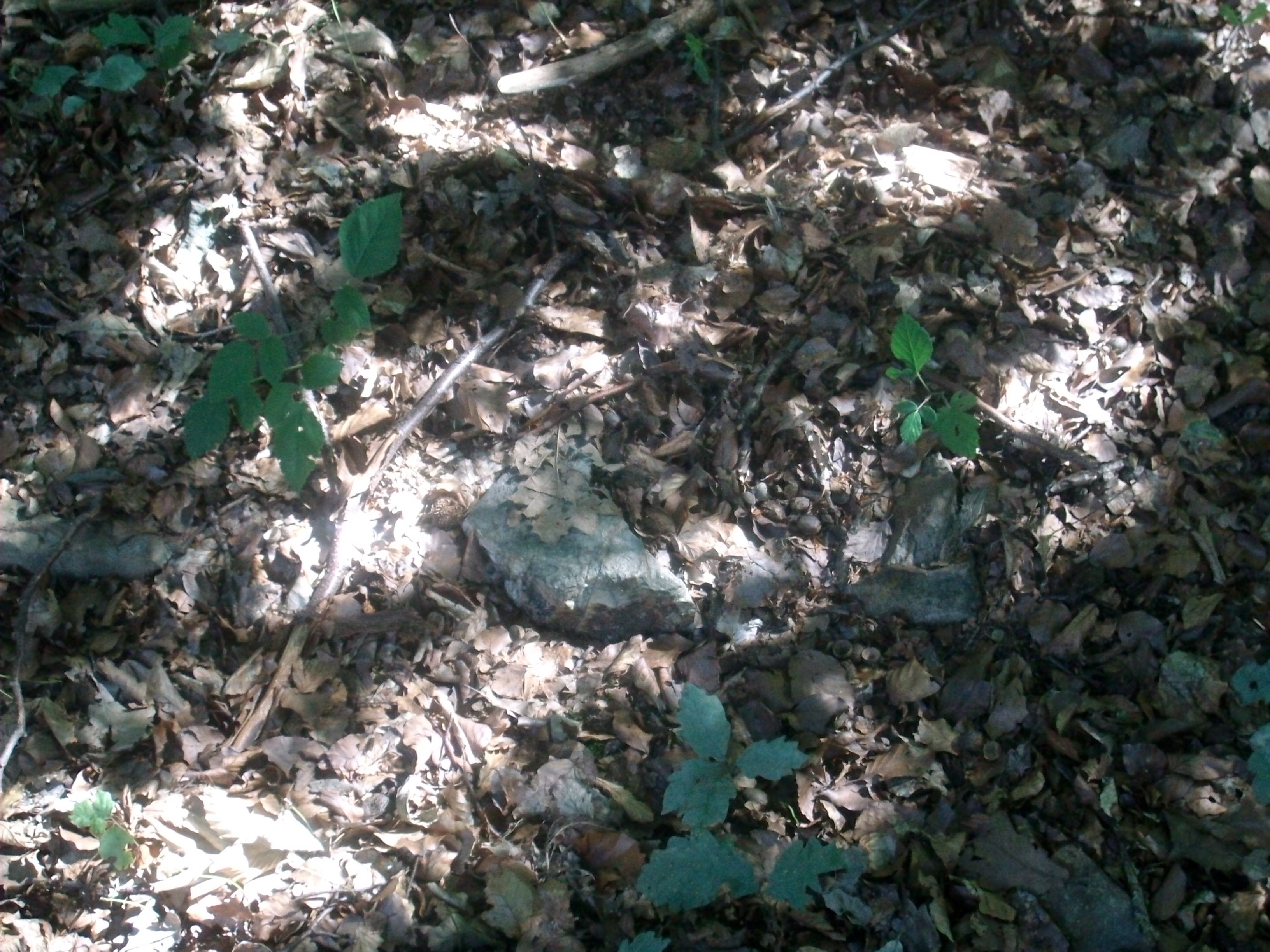
Überreste des Mauerwerks
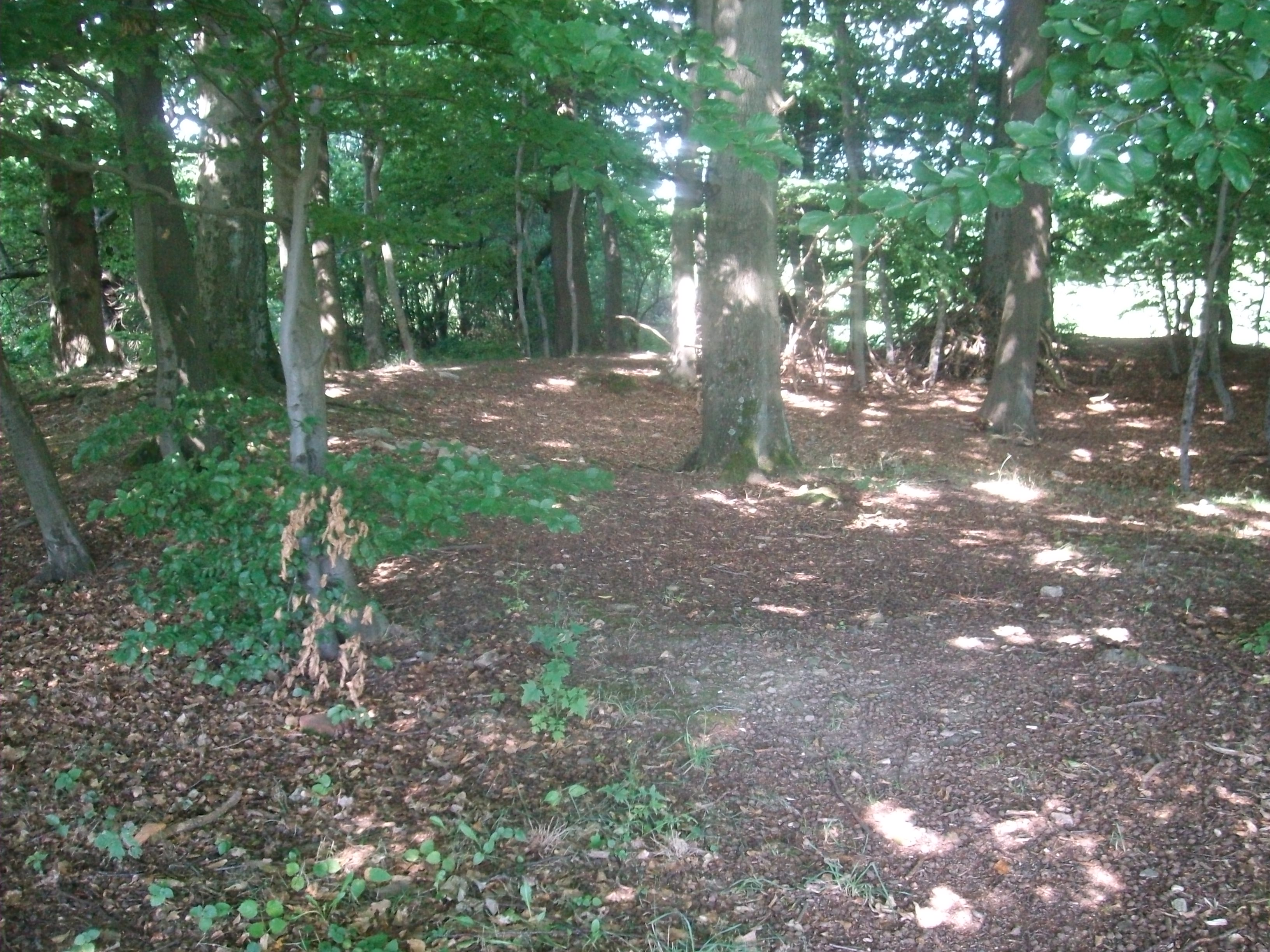
Das Waldareal mit den Spuren
Örtliche Informationstafel am Limeswanderweg

## Limesverlauf zwischen dem Kleinkastell Maisel und dem Kastell Kleiner Feldberg
Vom Kleinkastell Maisel aus zieht der Limes zunächst weiter in östliche Richtung mit schwacher Tendenz nach Nord und verläuft nahezu ausschließlich durch Wald- und Waldrandgebiete. Auf seinem Weg steigt er insgesamt um nahezu 240 Höhenmeter an, wobei er am „Roten Kreuz“ mit 695 m ü. NN den höchsten Punkt der Strecke erreicht, um anschließend bis zum Kastell Feldberg wieder einige Meter abzufallen. Ebenfalls am „Roten Kreuz“ ändert er seine Richtung und schwenkt zwischen Wp 3/45 und dem Feldbergkastell in großem Bogen in eine stärker nordöstliche Richtung ein.
| ORL      | Name/Ort            | Beschreibung/Zustand |
| -------- | ------------------- | --- |
| KK       | Kleinkastell Maisel | siehe oben |
| Wp 3/40  |                     | vermutete, jedoch nicht archäologisch nachgewiesene Turmstelle |
| Wp 3/41  |                     | vermutete, jedoch nicht archäologisch nachgewiesene Turmstelle |
| Wp 3/42  |                     | vermutete, jedoch nicht archäologisch nachgewiesene Turmstelle |
| Wp 3/42* | „Am Glaskopf“       | 1896 und 1899 von der Kommission ergrabene Turmstellen zweier Holzturmhügel, von denen der westliche 125 m, der östliche 200 m hinter dem Limesgraben lag. Die Türme selbst lagen 22 m voneinander entfernt. Der westliche Hügel war von einem viereckig angelegten Graben mit etwa zwölf Meter Seitenlänge umgeben. Der östliche Hügel besaß einen kreisförmigen Drainagegraben von 13 m Durchmesser. - Palisade bei Wp 3/42* - Wp 3/42*, Grundriss und Profile |
| Wp 3/42a |                     | vermutete, jedoch nicht archäologisch nachgewiesene Turmstelle |
| Wp 3/43  | „Emsbachschlucht“   | Turmstelle eines Steinturms, der 1897 von der Reichs-Limeskommission untersucht worden war. Der Turm besaß einen rechteckigen Grundriss mit den Seitenlängen 4,30 m mal 4,45 m. Seine Mauerstärke betrug 94 cm auf der Westseite und 87 cm bis 88 cm an allen anderen Seiten. - Lage des Wp 3/43 - Grundriss des Wp 3/43 - Heutige Darstellung als Steinhügel |
| Wp 3/43a |                     | In etwa 180 Meter Entfernung von Wp 3/43, unmittelbar am linken Ufer des Emsbaches befand sich ein weiteres Gebäude. Der Bau wurde erstmals von Karl Rossel (1815–1872) und Karl August von Cohausen (1812–1894) untersucht. Ihnen folgte Louis Jacobi (1836–1910) in seiner Funktion als Streckenkommissar der Reichs-Limeskommission. Das Gebäude besitzt mit einem Umfang von 8,20/8,45 × 9,75/10,00 Metern einen für die Limesstrecke im Taunus einzigartigen Grundriss. Die Stärke der aus anstehendem Taunusquarzit errichtete Umfassungsmauer beträgt auf der Südseite 1,50 Meter, auf der Westseite 1,20 Meter und auf der Nord- und Ostseite jeweils einen Meter. Die beiden schmaleren Mauern sind mit je zwei, etwa einen Meter breiten und 0,70 bis 0,90 Metern aus der Mauerflucht vorspringenden Strebepfeilern zu dem in diesem Bereich recht steilen Abhang hin gestützt. Das außergewöhnlich massiv ausgeführte Bauwerk lässt Fragen über seine Funktion offen. Seine militärische Funktion scheint aufgrund der eindeutigen Beifunde, darunter Ziegel mit Stempeln der Legio XXII Primigenia, eindeutig gesichert, sein genauer Zweck ist jedoch ungewiss. Der mit Dachziegeln gedeckte, einst wohl mehrstöckige Bau schloss kaum eine Lücke in der Wachturmkette, da zwischen dem vorher gelegenen Wachturm 3/43 und dem nachfolgenden Wachturm 3/44 bereits Sichtverbindung bestand. Möglicherweise ersetzte er in der Spätzeit des Limes aber die beiden Wachtürme. 2014 fand die erste archäologische Untersuchung seit dem 19. Jahrhundert statt, wobei der leitende Archäologe Thomas Becker lediglich die seit der ersten Grabung stattgefundenen Veränderungen nachdokumentieren sollte und der Bau anschließend von einer Fachfirma für die zukünftige Erhaltung mit 180 Kubikmeter Erde abgedeckt wurde. Die Nachgrabung zeigte, dass sich in den 1980er Jahren Raubgräber an dem Bauwerk zu schaffen gemacht hatten. Das Mauerwerk war noch bis zu 1,30 Meter hoch erhalten, ohne dass damit dessen Fundamentierung oder nur ihr unterer Abschluss sichtbar wurde. Becker konnte die Bodenschicht fassen, bis zu der die frühen Grabungen gelangt waren. In ihre wurde etwas Fundmaterial geborgen, das den damaligen Ausgräbern entgangen war, darunter befand sich erstmals Keramik, sowie eine aufschlussreiche Münze, eine Tetradrachme, die 268/269 n. Chr. während der Regierungszeit des Kaisers Claudius II. (268–270) in Alexandria geprägt worden war. Die geringen Umlaufspuren deuten auf ein nur kurzzeitiges Kursieren hin. Das Stück wird somit wohl während der 270er Jahre in den Taunusboden gekommen sein. Neben den bereits genannten Funden sind folgende, vom üblichen Wachturmspektrum abweichende Altfunde bekannt geworden: flachsblaues Glas, eine Weißmetallfibel sowie eine Siegelkapsel. Wie alle anderen Funde von dieser Grabungsstelle sind auch diese Funde eindeutig römisch zu datieren. |
| Wp 3/44  |                     | Vermutete, jedoch nicht archäologisch nachgewiesene Turmstelle. |
| Wp 3/45  | „Am Roten Kreuz“    | Turmstelle eines einzelnen Steinturms vor einem Limesübergang. Der Turm hatte einen rechteckigen Grundriss mit 4,5 m bis 4,6 m Seitenlänge und verfügte über 75 cm starkes Mauerwerk. Er lag 10 m hinter der Mitte des großen Grabens und 13,4 m vom Palisadengraben entfernt. Die Mitte der 1920er Jahre noch wahrnehmbare Turmstelle fiel später Straßenbauarbeiten zum Opfer. |
| Wp 3/45* | „Beim Roten Kreuz“  | Turmstellen zweier Holztürme, die 1896 vollständig ausgegraben wurden. Der westliche Turm war von einem nahezu quadratisch mit leicht abgerundeten Ecken angelegten Graben umgeben. Die Seitenlänge des Grabens betrug 11,5 m, die ursprüngliche Tiefe 1,8 m. Mit seiner Form – einer steilen, fast senkrechten Böschung auf der Außenseite steht eine sanfte Böschung auf der dem Turm zugewandten Seite gegenüber – erinnert er an eine typische Fossa Punica. Im Zentrum der Anlage konnten die 1,3 m bis 1,7 m in den Boden eingetieften Pfostenlöcher eines quadratischen Holzturms von 4,7 m bis 4,8 m Seitenlänge festgestellt werden. Zwischen den Eckpfosten fanden sich an drei Seiten noch Reste des Trockenmauerwerks mit je fünf Schlitzen für die sich rechtwinklig kreuzenden Balken. Der östliche Turm befand sich in etwa 12 m Entfernung vom westlichen und besaß einen kreisrunden Graben von 12 m Durchmesser. Die Böschungen dieses 1,5 m tiefen Grabens wiesen die gleichen Eigentümlichkeiten auf wie die der Umgrabung des westlichen Turms. An der Südostseite war der Graben auf einer Breite von 1,90 m unterbrochen. Im Zentrum fanden sich die Pfostensetzungen eines rechteckig angelegten Holzturms mit den Seitenverhältnissen von 3,8/3,9 m zu 3,7 m. - Palisade beim Wp 3/45* - Wp 3/45* Grundrisse der beiden Türme - Wp 3/45*, östlicher Turm während der Ausgrabungen - Heutige Darstellung der Fundstelle |
| Wp 3/46  |                     | Vermutete, jedoch nicht archäologisch nachgewiesene Turmstelle. |
| ORL 10   | Kastell Feldberg    | siehe Hauptartikel Kastell Kleiner Feldberg - Limesverdoppelung beim Feldbergkastell |

## Denkmalschutz
Das Kleinkastell Maisel und die erwähnten Anlagen sind als Teil des Obergermanisch-Rätischen Limes seit 2005 Teil des UNESCO-Welterbes. Außerdem sind es Bodendenkmäler nach dem Hessischen Denkmalschutzgesetz. Nachforschungen und gezieltes Sammeln von Funden sind genehmigungspflichtig, Zufallsfunde an die Denkmalbehörden zu melden.